# Rhynchina angulifascia
Rhynchina angulifascia là một loài bướm đêm trong họ Erebidae.